# Pusztaszer
Pusztaszer je vas na Madžarskem, ki upravno spada pod podregijo Kisteleki Županije Csongrád.